# Xarxa de Governs Locals + Biodiversitat
La Xarxa de Governs Locals + Biodiversitat, en castellà Red de Gobiernos Locales + Biodiversidad, és una secció impulsada com a espai de treball i reflexió dins de la Federació Espanyola de Municipis i Províncies (FEMP), creada el març del 2007, que es dedica a la promoció de polítiques locals per a la conservació i ús sostenible de la biodiversitat i la conservació del patrimoni natural.

## Objectius
Els municipis, províncies i entitats locals integrats a la Xarxa es comprometen amb els següents objectius:
- Promoure estratègies, plans, programes i projectes d'ordenació del territori municipal que, basats en el desenvolupament sostenible del municipi, garanteixin la funcionalitat i dinàmica ecològica dels territoris naturals presents al seu municipi, possibilitant la recuperació dels sistemes danyats.
- Promoure estratègies, programes i projectes per conservar i incrementar la biodiversitat dels medis urbans.
- Educar i conscienciar la ciutadania de la importància de disposar d’un medi ambient adequat i amb un alt grau de diversitat biològica, com a elements essencials de la salut humana i la preservació del nostre patrimoni natural.

## Història

### Precedents
El 3 d'octubre del 2006 es va produir la signatura del conveni marc de col·laboració entre el Ministeri de Medi Ambient i la Federació Espanyola de Municipis i Províncies (FEMP) per tal de posar en marxa una Estratègia Comuna per a la Preservació de la Biodiversitat, amb l'objectiu de fomentar les polítiques ambientals i desenvolupar actuacions per a la posada en valor del patrimoni natural i la biodiversitat local.

### Dades clau
El 15 de març del 2007 es va constituir la secció de la FEMP, 'Xarxa de Governs Locals + Biodiversitat', amb l'objectiu de protegir la biodiversitat, restaurar els espais naturals degradats, recuperar el medi hídric, salvaguardar els ecosistemes, així com millorar la connectivitat ecològica.
El 27 de setembre de 2007 es va produir la Signatura de la Declaració Compte Enrere 2010 (Countdown, 2010) de la Unió Internacional per a la Conservació de la Natura (UICN), que fixava com a objectiu mundial per aturar la pèrdua de biodiversitat per al 2010.
El juny del 2008, la Xarxa de Governs Locals + Biodiversitat va promoure la celebració de la I Trobada de Governs Locals per la Biodiversitat, unes jornades tècniques per intercanviar informació i analitzar diferents eines de gestió per fer més sostenibles els pobles i ciutats.
El 26 d'octubre del 2010 es va ratificar el president de la xarxa, durant la celebració de la Cimera Mundial de Ciutats de la Declaració Aichi/Nagoya sobre Autoritats Locals i Diversitat Biològica per a la consecució de les metes a l'Horitzó 2020.
Entre els anys 2008 i 2014 es va elaborar l'Estratègia Local per a la Conservació de la Biodiversitat i sistema d'indicadors, un document de referència per a l'elaboració de plans locals a cadascun dels municipis adherits a la xarxa, afavorint així els efectes multiplicadors d'accions conjuntes i coordinades, la elebració d'una trobada anual de governs locals + Biodiversitat i l'edició d'un catàleg anual de bones pràctiques sobre biodiversitat.
El 4 d'octubre de 2022 es va aprobar la Declaració de Viladecans 3-30-300 una iniciativa que cerca que totes les ciutats espanyoles comparteixin un mateix repte per tal de potenciar la biodiversitat urbana. La proposta de la declaració es concreta en un manifest a través de la qual els governs locals es comprometen a treballar per tal d'aconseguir unes ciutats verdes i biodiverses en menys de vuit anys, i a implantar el model '3-30-300', un model basat en un projecte urbà proposat pel professor Cecil Konijnendijk van den Bosch, del Nature Based Solutions Institute, de Suècia. Amb aquest model, els municipis han de comprometre's a que, com a mínim, des de cada domicili s'han de veure tres arbres, que el municipi tingui almenys un 30% de massa arbòria i que el veïnat compti amb un espai verd a menys de 300 metres de cada llar.

## Direcció
Des de l'any 2020, la Xarxa és presidida pel l'alcalde de Viladecans Carles Ruiz Novella. El juliol de 2020 la xarxa estava integrada per 247 municipis i diputacions provincials.